# Christiaan Liebenberg
Pour les articles homonymes, voir Liebenberg.
Pas d'image ? Cliquez ici

a Compétitions nationales et continentales officielles uniquement.

b Matchs officiels uniquement.
Dernière mise à jour le 4 août 2019.
Christiaan Liebenberg (dit Tiaan) est un joueur de rugby à XV sud-africain, né le 18 décembre 1981 à Kimberley (Afrique du Sud), qui évolue au poste de talonneur (1,82 m pour 109 kg).

## Carrière

### En club
- 2008-01/2009 : RC Toulon  France

### En province
- 2002 : Natal Sharks (-21 ans)
- 2002-2006 : Griqualand West Griquas (Currie Cup)  Afrique du Sud
- 2006-2008 : Western Province (Currie Cup)  Afrique du Sud

### En franchise
- 2006 : Central Cheetahs (Super 14)  Afrique du Sud
- 2007-2008 : Stormers (Super 14)  Afrique du Sud
- 2009-2014 : Stormers (Super 14)  Afrique du Sud